# Chardon de Croisilles
Chardon de Croisilles, auch  einfach Chardon oder auch Cardon genannt, (* 13. Jahrhundert; † 13. Jahrhundert; wirksam zwischen 1220 und 1245) war ein nordfranzösischer Trobador vom Anfang des 13. Jahrhunderts.

## Leben und Werk
Vermutlich stammte Chardon aus dem nordfranzösischen Croisilles bei Arras. Er wird mit der Trobador-Schule von Arras in Verbindung gebracht. Er war Sänger bei der „petite reine“ Marguerite von Bourbon-Dampierre († 1256), die 1232 den berühmten Trobador Theobald von Navarra heiratete, mit dem sie 1234 den Thron von Navarra einnahm. Chardon hielt sich 1237 dann im Gefolge von Marguerite von Bourbon am Hofe von Navarra bzw. auf deren Schloss in Monreal bei Pamplona auf.
Chardon wurden ursprünglich fünf Liebeslieder zugeschrieben, eines davon wohl fälschlicherweise. Zwei der Lieder sind Marguerite von Bourbon gewidmet. Sie sind in Akrostichen abgefasst. Diese beiden Lieder und eine weitere Referenz auf das Schloss Monreal  bei Pamplona führen Fachleute zur Vermutung, dass Chardon sich 1239 dem Kreuzzug Theobalds ins Heilige Land angeschlossen hat. Heinrich II von Bar, der ein Jeu parti von Chardon einer Musikkritik unterzog, schloss sich ebenfalls diesem Kreuzzug an. Über die Liebeslieder hinaus schrieb Chardon zwei Jeu partis und ein Partimen.
Die gesamte Lyrik Chardons basiert auf Versfuß und Cauda. Die Chansons sind als Zehnsilber, die Jeu partits als Achtsilber gedichtet. Chardons einzig überkommene Melodien für die Gedichte Mar vit raison covoite trop haut und Rose ne lis ne me done talent sind nicht-repetitiv. Das okzitanische Partimen wird von Oskar Schultz-Gora (1984), Hermann Suchier (1907), G. Huet (1908), Adolphe Guesnon (1909) und István Frank (1966) Chardon zugeschrieben. Vincenzo De Bartholomaeis (1906) und John H. Marshall widersprechen dieser Zuordnung. Suchier datiert das Partimen auf die Zeit um 1240.
Für das berühmte Kreuzfahrerabschiedslied Li departirs de la douce contree wird Chardon de Reins – es handelt sich um „unseren“ Chardon – im Lied selbst als Autor genannt.